# André Maréchal
Robert Gaston André Maréchal (10 de diciembre de 1916 – 14 de octubre de 2007) fue un investigador en el campo de la óptica francés.

## Biografía
Maréchal se graduó en la Escuela Normal Superior en 1941, se graduó como ingeniero en la SupOptique (École Supérieure d'optique) en 1943. Obtuvo el doctorado en ciencias en ingeniería en la Universidad de París en 1948. Para su tesis, investigó los efectos combinados de la difracción y las aberraciones y derivó lo que hoy se conoce como el criterio de Maréchal. Formalmente, un frente de onda puede considerarse limitado por difracción si su error de fase RMS es 14 veces menor que su longitud de onda.
André Maréchal fue director general del Instituto de Óptica francés. En 1986, fue elegido Miembro Honorario de la Sociedad Óptica, su máximo honor, por su trabajo en las áreas de coherencia, difracción, óptica geométrica, formación y procesamiento de imágenes, y por sus contribuciones a la comunidad óptica internacional. También fue miembro de dicha sociedad, elegido en su primera promoción en 1959. Su trabajo pionero influyó en el desarrollo de programas informáticos que optimizaron los diseños de lentes y avanzaron en la optimización automática de los sistemas ópticos. Contribuyó significativamente a la promoción de la óptica de Fourier y la computación óptica analógica.
Maréchal fue presidente de la Comisión Internacional de Óptica (1962-1966), vicepresidente honorario del Comité Francés de Física y miembro fundador de la Asociación Franco-Finlandesa de Investigación Científica y Técnica. Fue miembro de la Academia Francesa de Ciencias y de la Academia Francesa de Tecnologías.

## Premios
- 1965 - Premio y medalla a la juventud
- 1977 - Medalla C.E.K. Mees
- 1986 - Miembro Honorario de la Sociedad Óptica Estadounidense
- 1989 - Medalla de oro de SPIE